# Heimbach (Eifel)

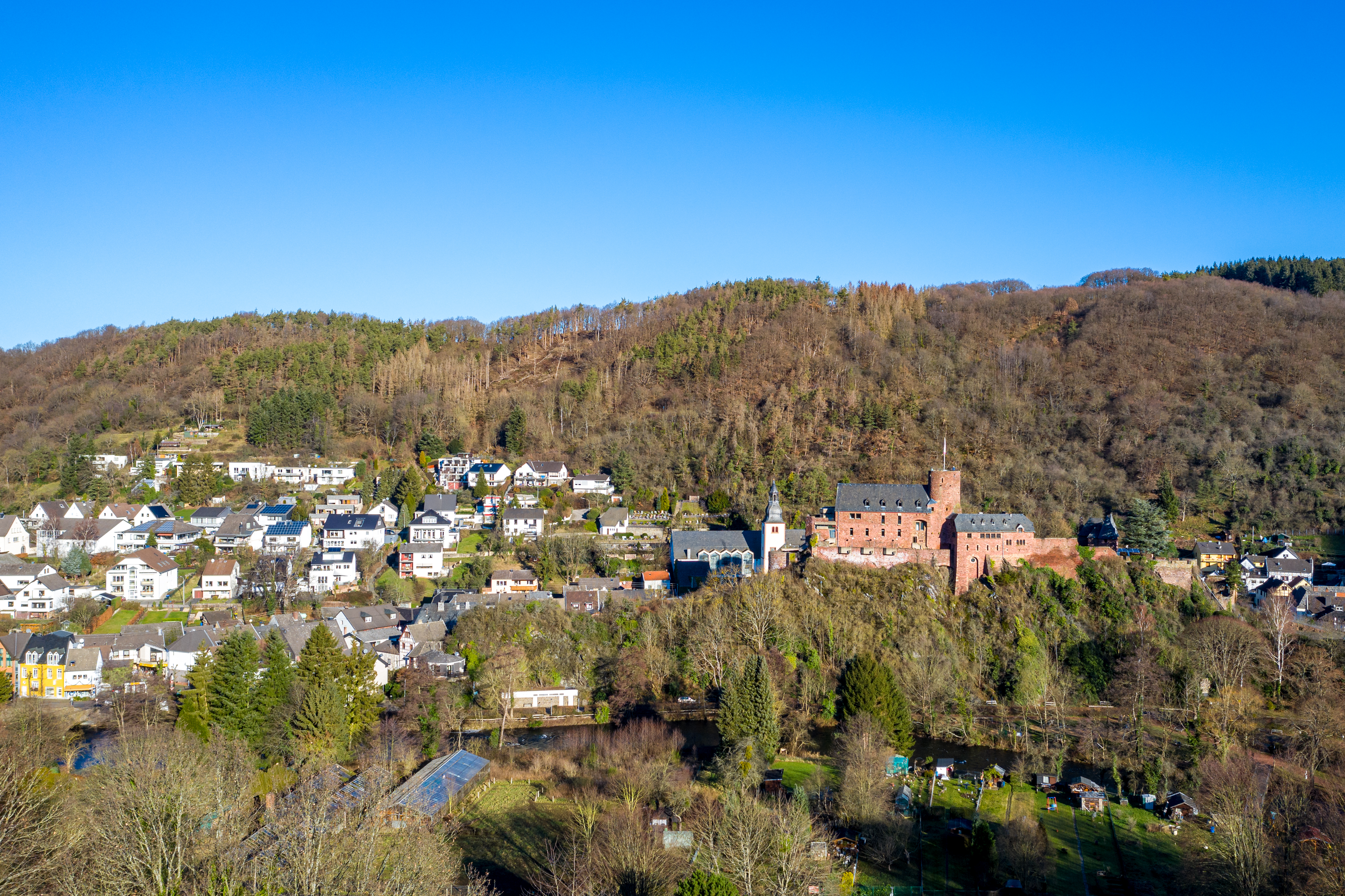
Stadtansicht

Heimbach ist eine Stadt im Kreis Düren in der Rureifel. Ihr Stadtkern hatte am 31. Juli 2017 insgesamt 1083 Einwohner und ist ein beliebtes Ausflugsziel im Nationalpark Eifel.

## Geografie

### Geografische Lage
Heimbach ist die südlichste Gemeinde des Kreises Düren. Sie liegt im Tal der Rur unterhalb der Rurtalsperre am Stausee Heimbach. Zwischen dem Hauptort (mit Panoramablick zur Stadtmitte) und Hausen liegt der Sonnenberg, zwischen dem Hauptort und Hasenfeld der Meuchelberg. Die Stadt in der Eifel ist touristisch erschlossen und wird vielfach von Ausflüglern aus den nahen Großstädten Aachen, Köln und Bonn sowie Belgien und den Niederlanden besucht. Seit dem 13. September 1974 ist die Stadt staatlich anerkannter Luftkurort.

### Nachbargemeinden
| Kreis Düren | Städteregion Aachen | Kreis Euskirchen                   |
| ----------- | ------------------- | ---------------------------------- |
| - Nideggen  | - Simmerath         | - Schleiden - Mechernich - Zülpich |

### Stadtgliederung
Heimbach besteht aus den Stadtteilen
- Blens
- Düttling
- Hasenfeld
- Hausen
- Heimbach
- Hergarten
- Vlatten

Es gibt außerdem mehrere kleinere Siedlungen, zu denen das Fischbachtal, Walbig, Schwammenauel und der Buschfelder Hof gehören.

## Geschichte

### Mittelalter
Die erste urkundliche Erwähnung findet Heimbach im Jahr 673 in Schenkungsurkunden des fränkischen Königs Theuderich I., Vlatten und Hergarten werden im 9. Jahrhundert erstmals erwähnt. Im 10. Jahrhundert wurde der Königshof Vlatten auf die Burg Hengebach verlegt.
Lothar II. erwarb 864 das Dorf Hergarten vom Kloster Prüm. 1288 wurde Heimbach Mittelpunkt eines Jülicher Amtes und die Burg Hengebach zum Sitz eines Jülicher Burggrafen. Um 1300 erhielt Heimbach nach einer Befestigung der Siedlung einen stadtähnlichen Charakter.

### Neuzeit
Seit 1602 werden in Heimbach Jahrmärkte abgehalten, der Markt zum Fest Mariä Heimsuchung findet anlässlich der Wallfahrtsoktav heute noch statt. 1614 wechselte Heimbach mit Beendigung des Jülich-Klevischen Erbfolgestreits an Wolfgang Wilhelm von Pfalz-Neuburg, ab 1815 gehörte es zu Preußen. 1903 erfolgte der Anschluss der Stadt an das Eisenbahnnetz und 1904 wurde die Urfttalsperre fertiggestellt. Durch das neue Naherholungsgebiet stieg der Fremdenverkehr im Ort stark an. Am 8. April 1959 wurden Heimbach die Stadtrechte wiederverliehen aufgrund seiner historischen Vergangenheit und als Würdigung Heimbachs als ein Zentrum des Fremdenverkehrs.
In einer Studie der Universität Trier von 2008, bei der 158 Luftkurorte in sechs Bundesländern begutachtet wurden, belegte Heimbach den ersten Platz.

### Heimbacher Stühlchen
Vom 17. Jahrhundert bis in die heutige Zeit werden im Ort die Heimbacher Stühlchen hergestellt. Diese Stühlchen wurden früher in den Wintermonaten aus Buchenholz gedrechselt. Es gab sogar eine Fabrik, die an der Stelle des heutigen Bauhofes betrieben wurde. Heute werden die kleinen Stühle nur noch in kleiner Auflage als Souvenir gefertigt. Früher wurden auch Holzschalen und Holzlöffel gefertigt und bis nach Maastricht verkauft.

### Religion

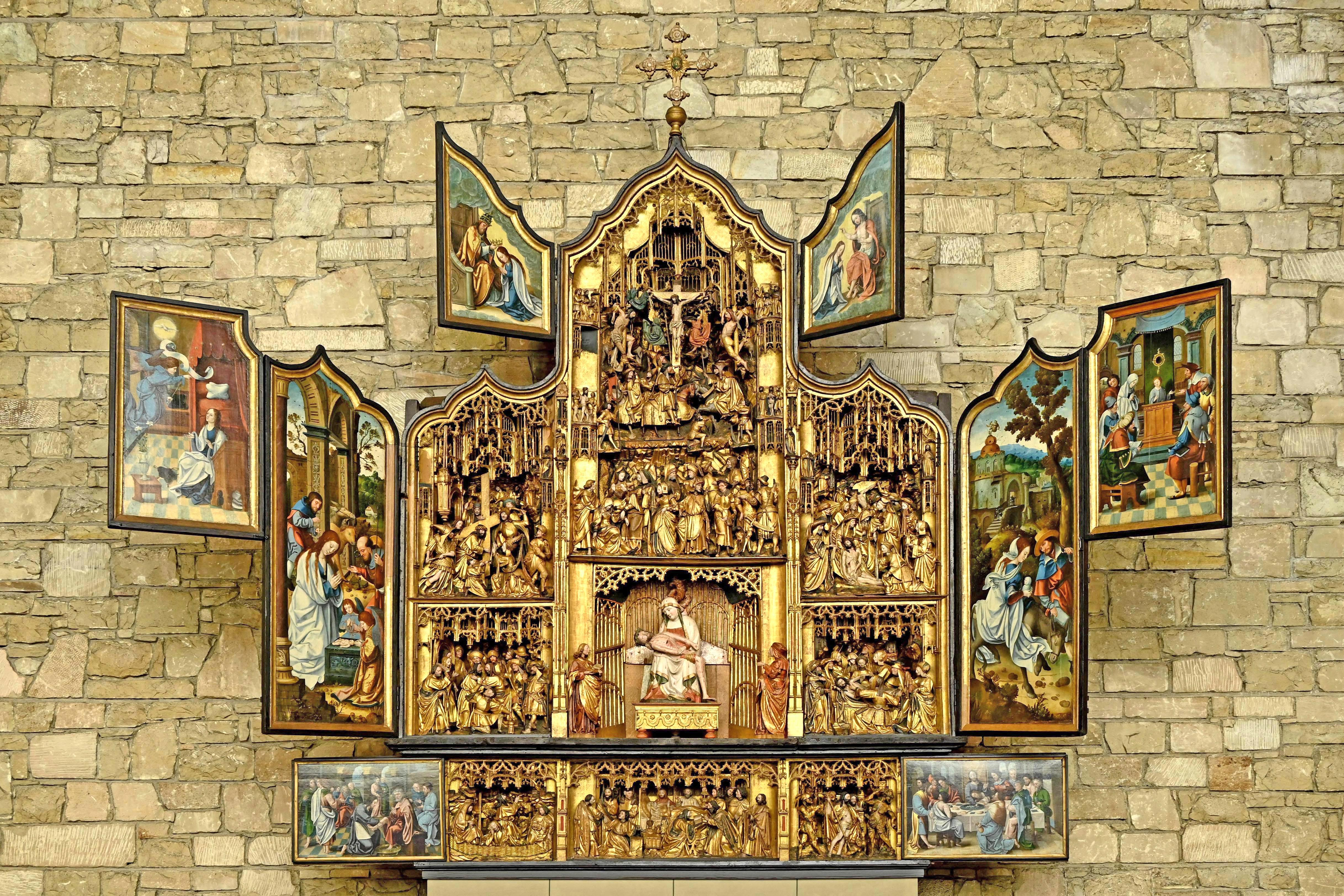
„Schmerzhafte Mutter von Heimbach“ im Antwerpener Retabel

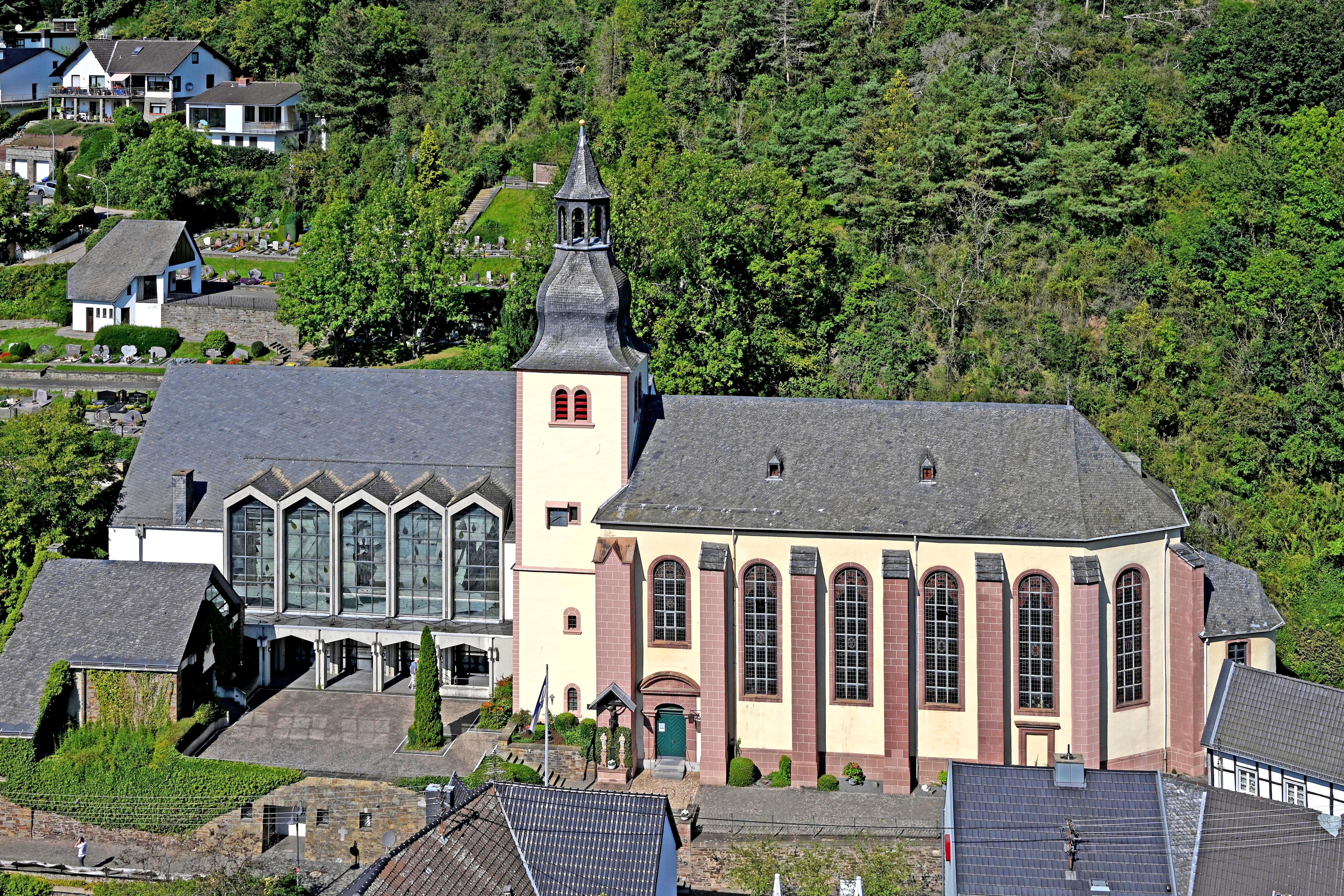
Katholische Pfarr- und Wallfahrtskirche Heimbach
Altbau St. Clemens (r.) und Neubau Salvatorkirche mit Pietà und Antwerpener Retabel (l.)

Heimbach ist ein bekannter Wallfahrtsort. Seit dem Jahr 1804 pilgern Gläubige zur Schmerzhaften Mutter von Heimbach, einer in der Pfarrkirche von Heimbach aufgestellten Pietà. Im Zuge der Säkularisation wurde die Pietà aus dem 15. Jahrhundert zusammen mit einem Antwerpener Retabel aus dem 16. Jahrhundert am 22. Juni 1804 aus dem 1795 aufgehobenen Zisterzienserkloster Mariawald in die Heimbacher Pfarrkirche St. Clemens übertragen. Heute sind Pietà und Retabel in der am 24. Mai 1981 geweihten Heimbacher Salvatorkirche zu sehen. Zeitweise befand sich in Heimbach das Noviziat der deutschen Spiritaner.
Die katholischen Pfarreien in Heimbach gehören zum Bistum Aachen. Die Christen der Evangelischen Kirche im Rheinland in Heimbach gehören zur Evangelischen Trinitatis-Kirchengemeinde im Schleidener Tal. Die ehemalige evangelische Kirche Heimbach wurde 2019 zum Begegnungszentrum EvA am Schönblick unter Trägerschaft der Stiftung Evangelisches Alten- und Pflegeheim Gemünd erweitert, es finden aber weiterhin auch Gottesdienste statt.

### Heimbacher Erbsen
Als Heimbacher Erbsen bezeichnete man mit Zucker ummantelten Koriandersamen. „Fast verschwunden ist der Brauch, vom Wallfahrtsort in Zucker gebackene Korianderkörner mit nach Hause zu nehmen. Der Volksglaube maß dem Koriander, wie anderen stark riechenden Doldenblütlern, antidämonische Kräfte bei. Nur noch vereinzelt werden, sie als sogenannte „Wallkörner“ zum Kauf angeboten. Die im Volk „Heimicher Äeze“ (Heimbacher Erbsen) heißen.“ Seit Mitte des 19. Jahrhunderts förderte die Gewährung von Ablässen, im Bistum Aachen, die Wallfahrt nach Heimbach. Noch Anfang der 1970er Jahre konnte man daher, z. B. in der Stadt Nideggen, in einem Andenkengeschäft, Zülpicherstraße 2 / Ecke Kirchgasse, mit Zuckerguss ummantelte Koriandersamen kaufen.

### Neugliederung
Am 1. Juli 1968 wurde Hausen eingemeindet. Am 1. Juli 1969 folgten Hergarten und Vlatten. Die Stadt Heimbach kam am 1. Januar 1972 vom Kreis Schleiden zum Kreis Düren und wurde mit der Stadt Nideggen zusammengeschlossen. Am 4. August 1972 entschied der Verfassungsgerichtshof für das Land Nordrhein-Westfalen, dass Heimbach wieder eine eigenständige Kommune wird.

## Politik

### Stadtvertretung
Das Ergebnis der Kommunalwahl vom 13. September 2020 ist folgenden Grafiken zu entnehmen.
| Sitzverteilung im Stadtrat 2020Insgesamt 20 Sitze - SPD: 5 - Grüne: 1 - UWV: 2 - FDP: 2 - CDU: 9 - AfD: 1 | Kommunalwahl 2020Wahlbeteiligung: 65,83 % (2014: 66,42 %) %50403020100 44,02 %22,76 %8,50 %8,80 %7,29 %6,00 %2,63 % CDUSPDFDPUWVGrüneAfDEBGewinne und Verlusteim Vergleich zu 2014 %p 6 4 2 0 −2 −4−3,00 %p−0,07 %p−3,96 %p−3,05 %p+1,45 %p+6,00 %p+2,63 %pCDUSPDFDPUWVGrüneAfDEB |

### Bürgermeister
Zum Bürgermeister wurde 2020 Jochen Weiler (CDU) gewählt. Er erhielt 50,88 Prozent der Stimmen.

### Wappen, Flagge und Banner

Wappen der Stadt Heimbach
Flagge der Stadt Heimbach
Banner der Stadt Heimbach

- Blasonierung: „In Schwarz ein siebenzinniger schwarz gefugter silberner Turm mit vorspringendem Sockel sowie spitzbogigem Tor mit halbgezogenem Fallgatter, hinter den Zinnen ein rotgeziegeltes Spitzdach mit silberner Turmkugel und einen mit roten Ziegeln bedachten rückwärtigen Wehrgang tragend, beidseitig in je einem roten Wehrerker mit Pechnase endend, der Sockel mit einem gelehnten Schildchen bedeckt, darin in Gold ein rotbewehrter und rotgezungter schwarzer Löwe.“
- Wappenerklärung: Der Turm steht für die frühe (1300) Befestigung des Ortes, der gelehnte Schild zeigt den Jülicher Löwen, der an die Zugehörigkeit zum Herzogtum Jülich hinweist. Das Wappen von Heimbach ähnelt dem Wappen von Hof an der Saale: silberner Zinnenturm beziehungsweise Zinnentürme mit gelehntem Löwenschild (Jülicher beziehungsweise Wittelsbacher Löwe). Der Grund ist, dass in Schmidt, einem ehemaligen Dorf der Burg Hengebach, bis 1749 ein Zweig der heute in den Niederlanden lebenden Ritterfamilie derer von Schmidt auf Altenstadt ansässig war, deren Stammsitz, das von ihnen um 1700 erbaute Rittergut Schloss Gattendorf, im oberfränkischen Kirchgattendorf bei Hof liegt.

Beschreibung von Flagge und Banner: „Die Flagge der Stadt Heimbach zeigt die Farben weiß-schwarz-weiß in Längsstreifen im Verhältnis 1 : 2 : 1 mit dem Stadtwappen in der Mitte. Sie kann auch als Banner geführt werden.“

## Kultur und Sehenswürdigkeiten

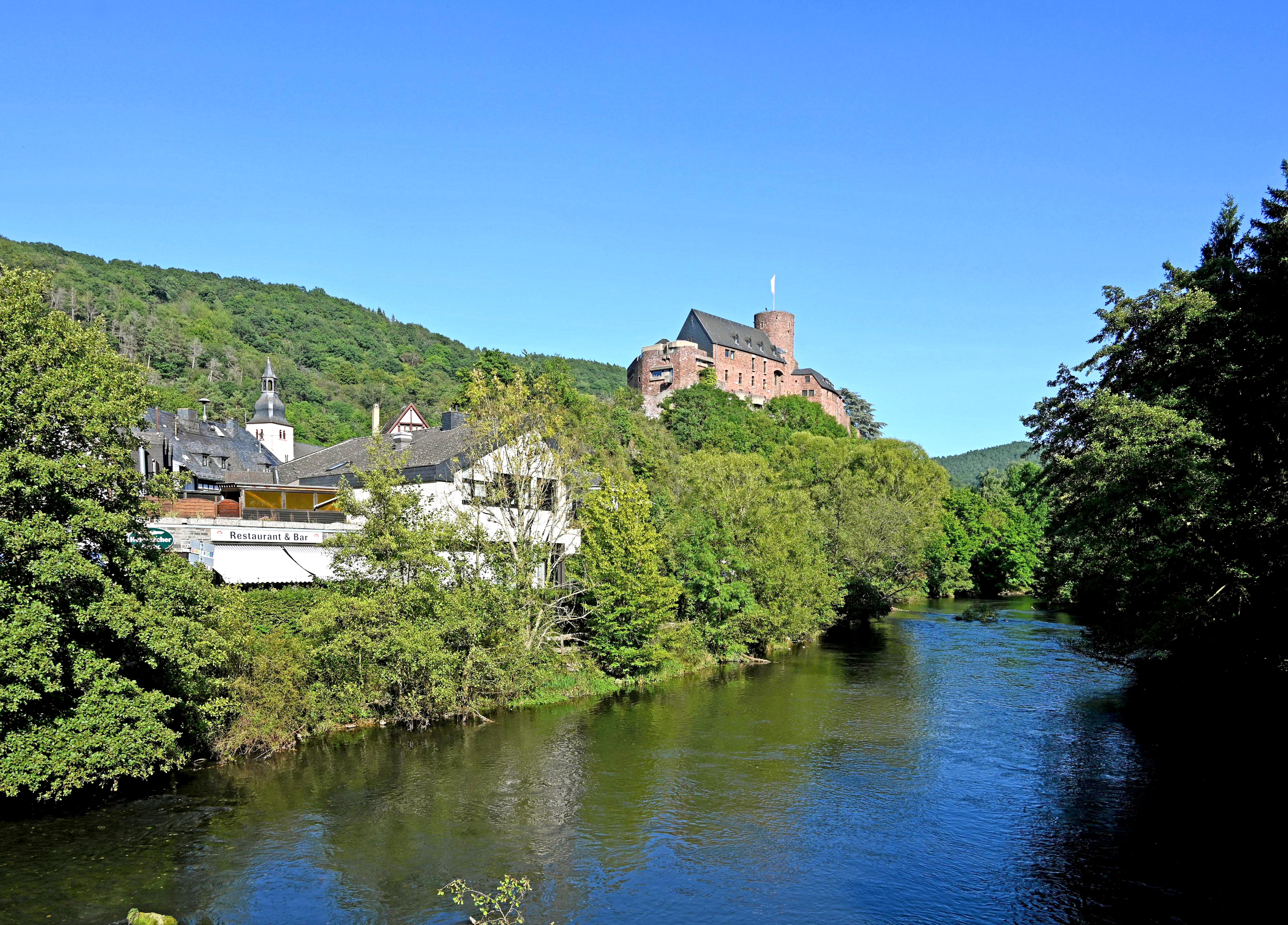
Burg Hengebach in Heimbach

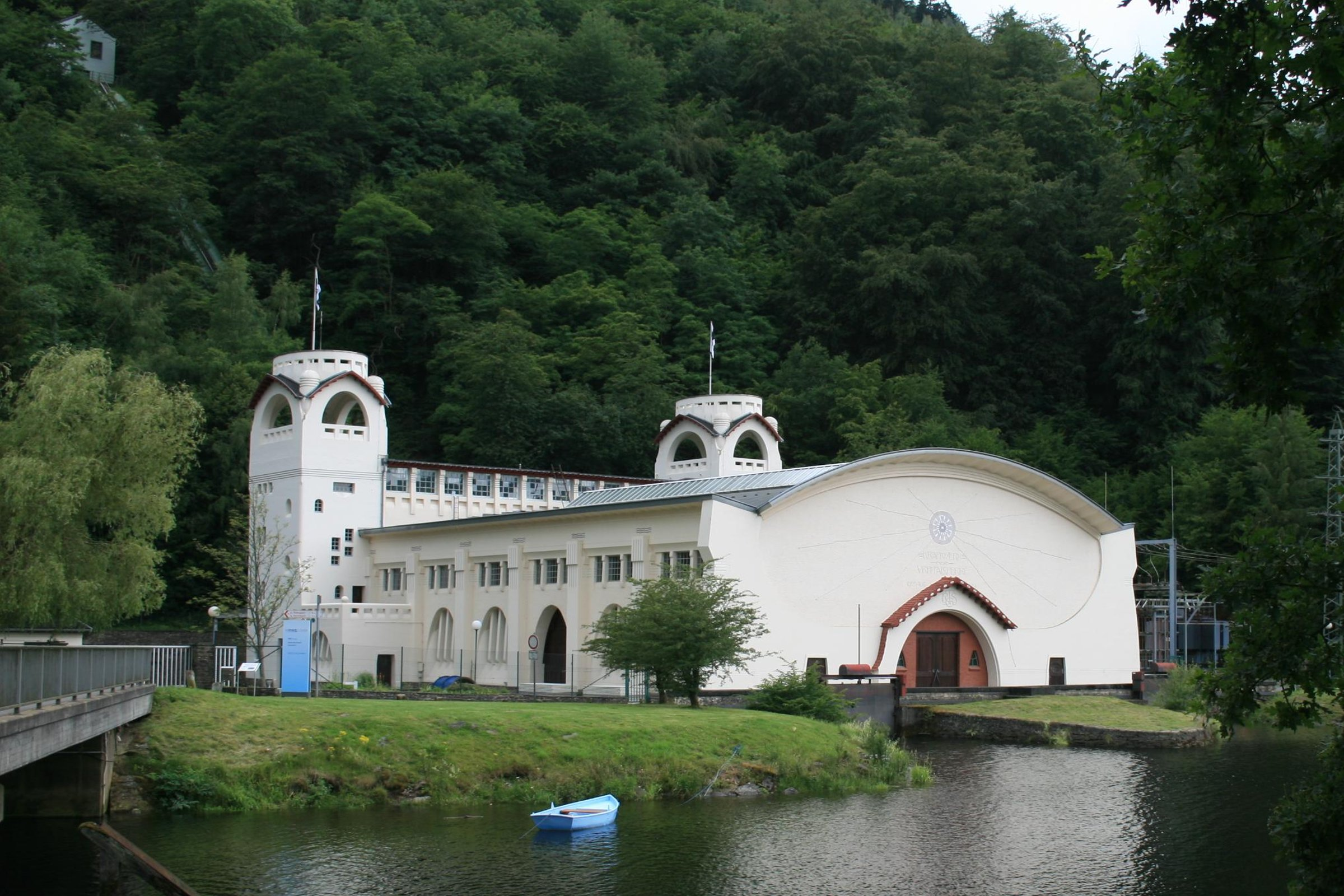
Jugendstil-Kraftwerk Heimbach

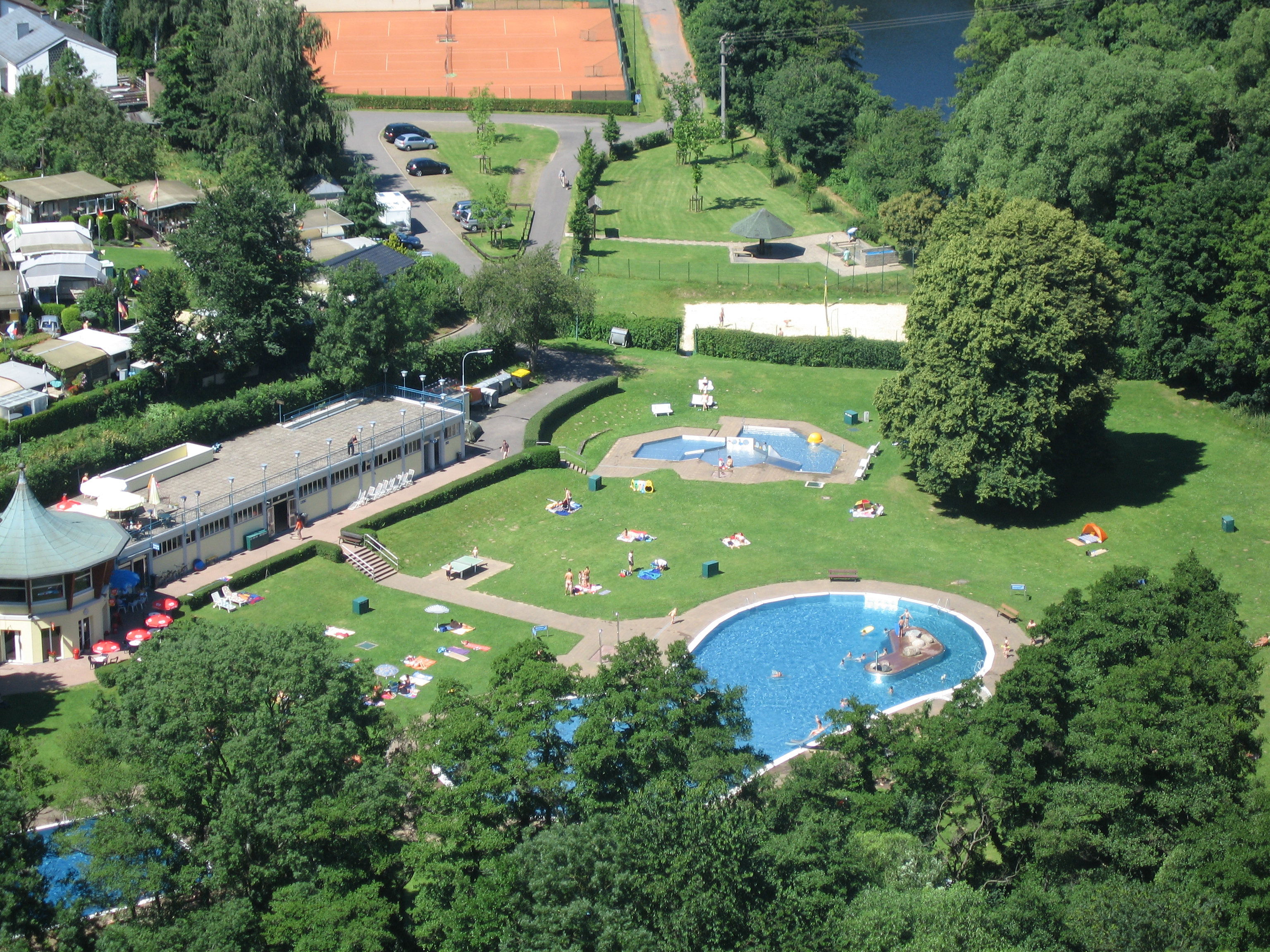
Freibad Heimbach

### Freizeitaktivitäten
In den 1880er Jahren besuchte die belgische Königin Marie Henriette wiederholt die Eifel. Bei einer ihrer Reisen stattete sie im Jahre 1881 in Begleitung des Heimbacher Pfarrers Karl Kalff dem Kloster Mariawald einen Besuch ab. Bei dieser Gelegenheit gelangte sie auch auf den Griesberg oberhalb von Heimbach, von dem aus man eine schöne Aussicht auf Heimbach und das Rurtal hat. Von dieser Aussicht war Königin Marie Henriette so begeistert, dass sie hier noch im selben Jahr einen Aussichts- und Picknickplatz mit steinernen Bänken errichten ließ. 1904 wurde der Platz vom Eifelverein wieder instand gesetzt. 1936 erfolgte ein Neuausbau durch den Landschaftsverband Rheinland, 1963 wurden einige Parkflächen angelegt. 1978 wurde der Picknickplatz von der belgischen Platzverwaltung von Burg Vogelsang und der Stadt Heimbach neugestaltet.

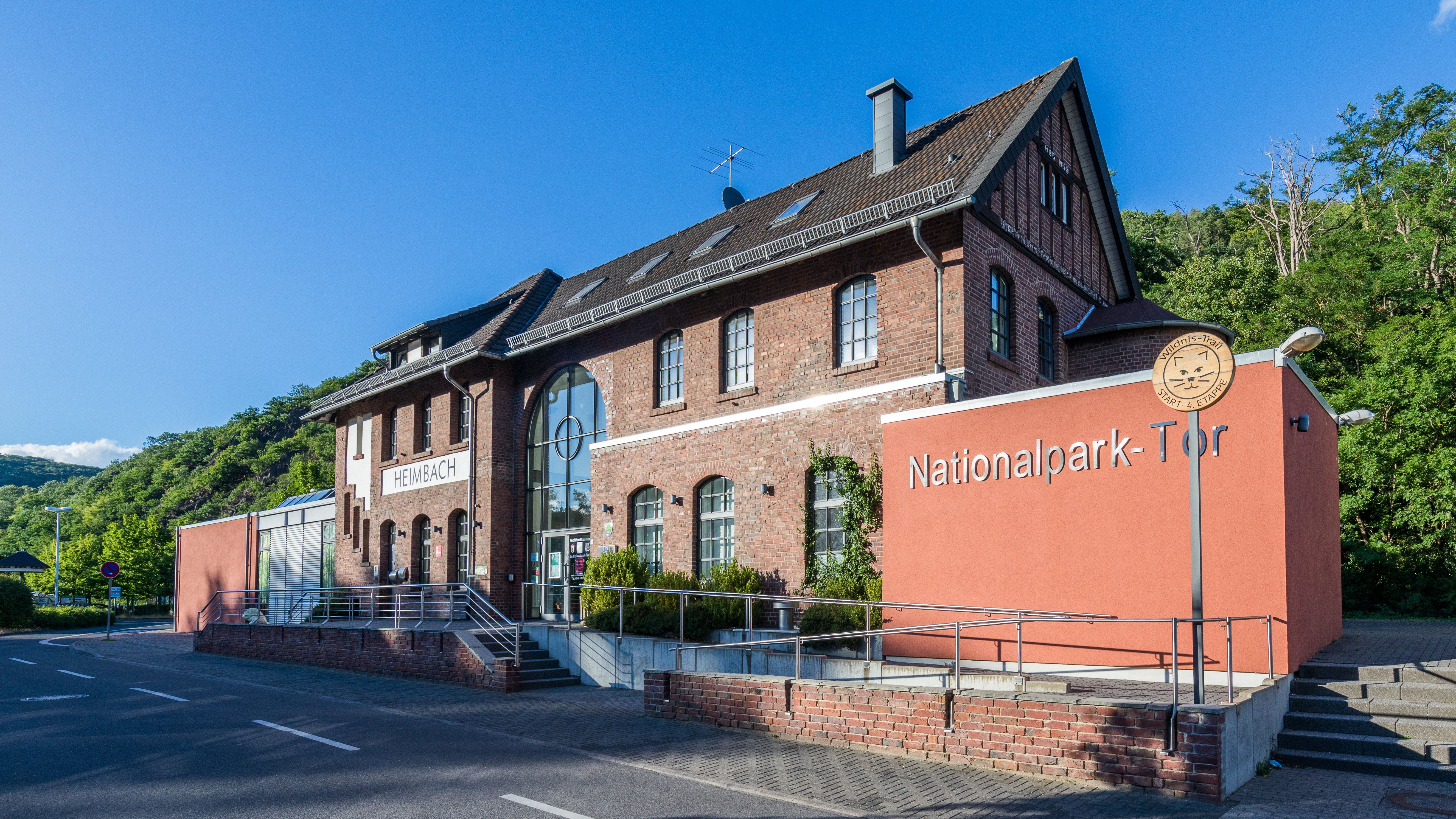
Empfangsgebäude des Bahnhofs mit Nationalpark-Tor

Im Bahnhof Heimbach befindet sich das Nationalpark-Tor Heimbach mit der Ausstellung „Geheimnisse im Buchenwald“ und wichtigen Informationen rund um den Nationalpark Eifel. Der Bahnhof wurde in einer Feierstunde am 18. September 2011 als NRW-Wanderbahnhof 2011 ausgezeichnet. Von dort führen viele Wanderwege in die nähere und weitere Umgebung. Zudem lässt sich die Eifel von hier aus auch mit dem Fahrrad oder Mountainbike erkunden. Durch den Ort führen die Radfernwege:
- Eifel-Höhen-Route, der als Rundkurs um den Nationalpark Eifel führt.
- RurUfer-Radweg, der die höchste Erhebung des Hohen Venn mit der Mündung der Rur in die Maas verbindet.
- D-Route 4: Mittelland-Route: Von Aachen über Bonn und Siegen, Erfurt, Jena und Chemnitz nach Zittau.
- D-Route 7: Pilgerroute: Von Aachen über Köln, Düsseldorf, Duisburg, Münster, Osnabrück, Bremen und Hamburg nach Flensburg.
- Durch den Stadtteil Hausen führt die 524 km lange Wasserburgen-Route. Sie verbindet mehr als 130 Burgen am Rand der Eifel und in der Kölner Bucht.

Ferner gibt es in Heimbach einen Minigolfplatz und ein großzügiges Freibad mit Beachvolleyballplatz.

### Museum
Im Kraftwerk Heimbach befindet sich das RWE Industriemuseum mit elektrischen Alltagsgeräten. Im Bahnhof wurde das Museum DKB-Zeitreise im Oktober 2009 eröffnet.
In der Internationalen Kunstakademie Heimbach (Eingang Hengebachstr. 48) in der Burg Hengebach finden regelmäßig Werkschauen (Ausstellungen aus dem Kursprogramm der Akademie) sowie Kunstausstellungen zeitgenössischer Künstler statt.

### Musik
Weit über die Landesgrenzen hinaus bekannt sind die seit 1998 im Kraftwerk stattfindenden Kammerspielfestivals „Spannungen“ mit dem langjährigen künstlerischen Leiter und Pianisten Lars Vogt († 2022).

### Bauwerke
In Heimbach befindet sich die ehemalige Abtei Mariawald, das letzte Trappistenkloster für Männer in Deutschland. Das Kloster wurde 2018 aufgehoben. Jetzt werden dort Besichtigungen und weitere Veranstaltungen für die Öffentlichkeit angeboten. Südwestlich der Abtei befindet sich die Kriegsgräberstätte Heimbach. Sie entstand in den 1950er Jahren auf Initiative des Volksbundes Deutsche Kriegsgräberfürsorge und wurde am 20. September 1953 eingeweiht. Dort liegen insgesamt 414 Gefallene aus dem Zweiten Weltkrieg.
Heimbach gehört zur evangelischen Kirchengemeinde „Ev. Trinitatis-Kirchengemeinde Schleidener Tal“ mit Sitz in Schleiden-Gemünd, das einstige Kirchengebäude wurde zu einem Begegnungszentrum erweitert, steht aber auch für Gottesdienste zur Verfügung.
Unterhalb der Urfttalsperre befindet sich das Kraftwerk Heimbach, ein 1904 im Jugendstil errichtetes Wasserkraftwerk zur Erzeugung elektrischer Energie.
Überragt wird die Stadt Heimbach von der Burg Hengebach, die 1106 erstmals erwähnt wurde. Nach dem ersten Spatenstich am 20. November 2008 für den Umbau wurde sie Sitz der „Internationalen Kunstakademie Heimbach“.

## Verkehr
- Eine Wegebahn, die Rurseebahn, fährt in den Sommermonaten vom Bahnhof Heimbach über das Jugendstilkraftwerk Heimbach zur Anlegestelle der Rursee-Schifffahrt in Schwammenauel (Heimbach-Hasenfeld).
- Die Rursee-Schifffahrt bietet Schiffsverbindungen von Heimbach-Schwammenauel zu den anderen Rursee-Anliegerorten Nideggen-Schmidt (Eschauel), Woffelsbach und Rurberg sowie zum Kermeterufer im Nationalpark Eifel.[23]
- Im Bereich Vlatten, Hergarten und Düttling durchquert die B 265 das Stadtgebiet.
- Von 1922 bis 1926 führte das Eifelrennen durch den Ort.

### Schienenverkehr

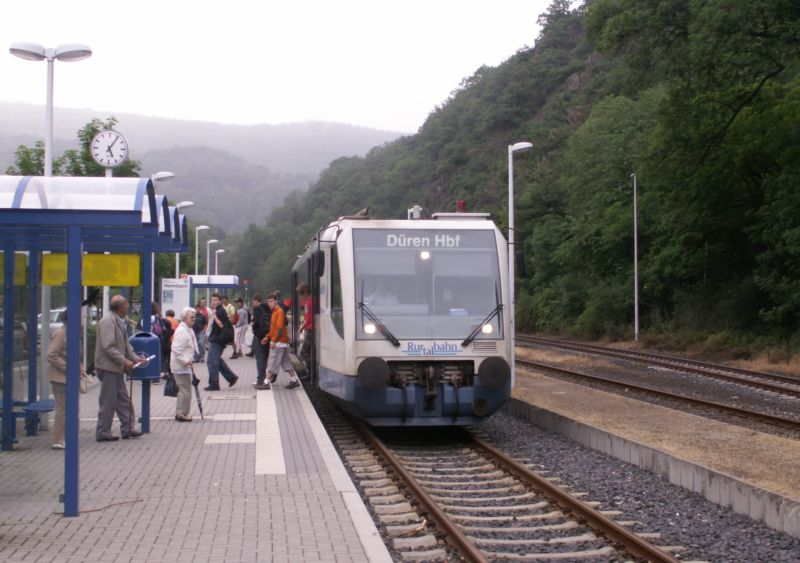
Bahnhof Heimbach, Endpunkt der Rurtalbahn (2006)

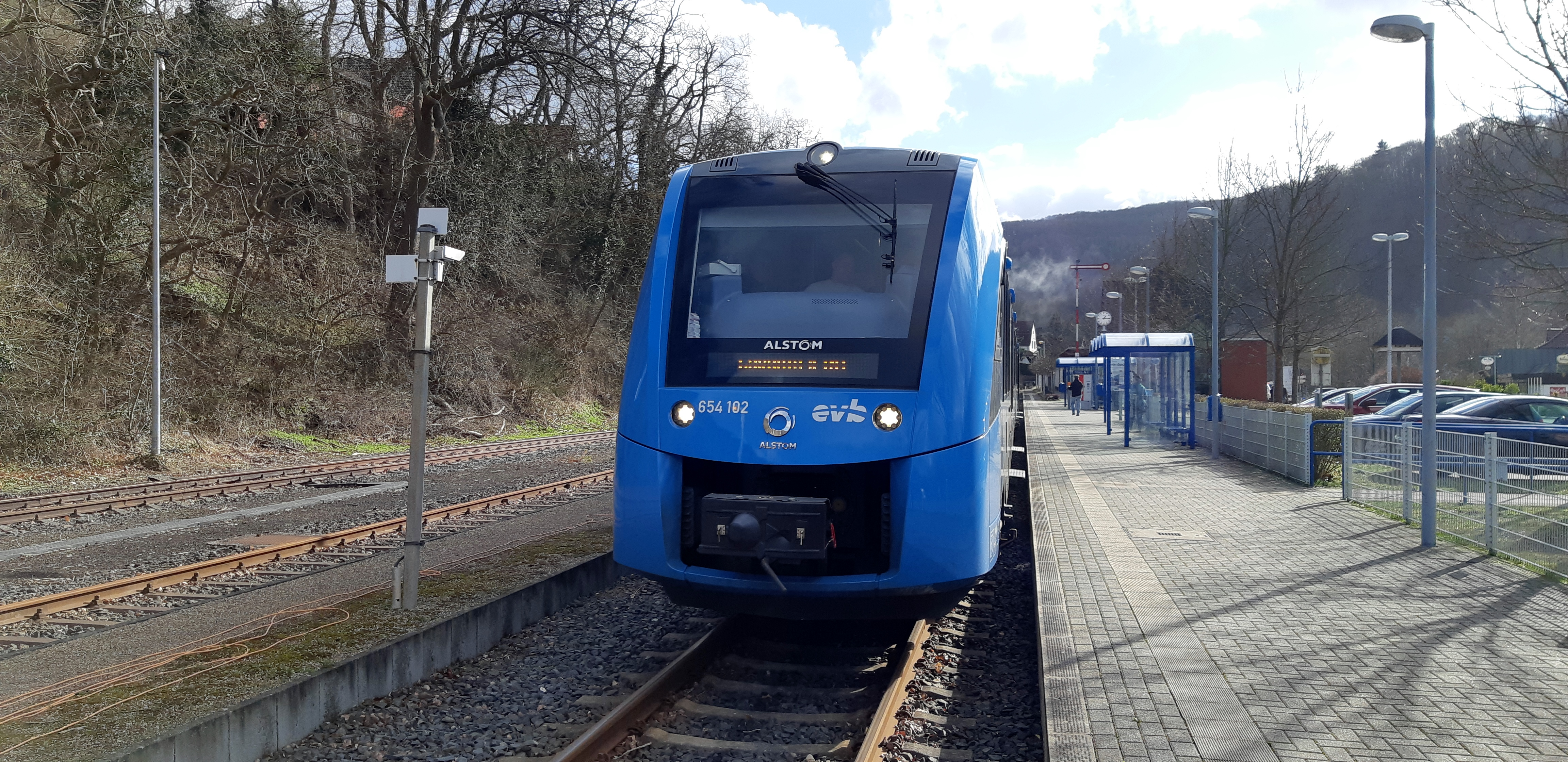
Alstom Coradia iLINT im Bahnhof Heimbach (Eifel) im Februar 2020

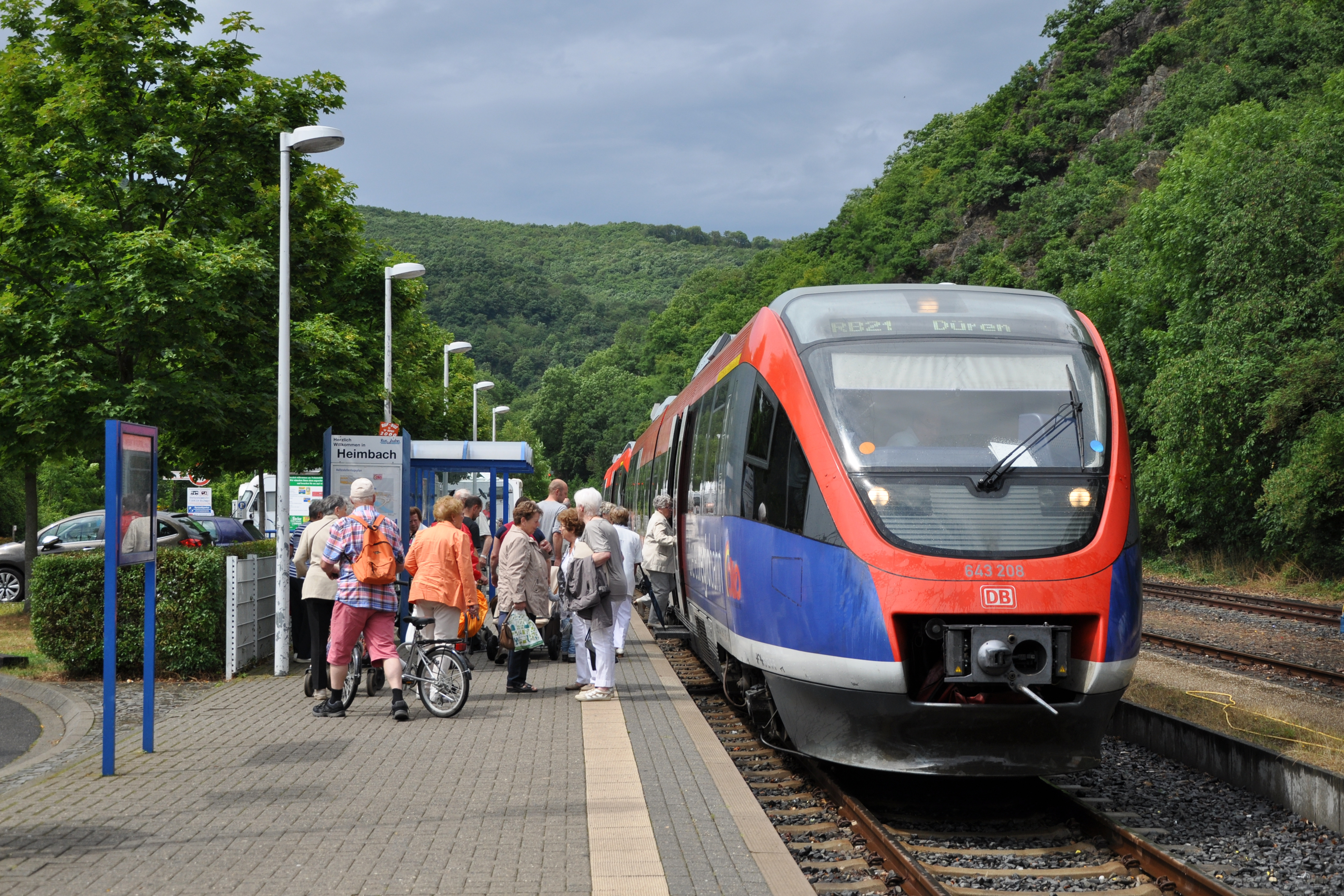
Euregiobahn in Heimbach (2014)

Heimbach ist Endbahnhof der Bahnstrecke Linnich–Düren–Heimbach in die Eifel. Der Bahnhof ist von touristischer Bedeutung als Tor zum Nationalpark und als Infozentrum für Wanderer und Touristen. Von 2004 bis 2015 gab es an Sonntagen in den Sommermonaten einen direkten Zug der Euregiobahn zwischen Heerlen bzw. Alsdorf und Heimbach, der sich speziell unter touristischen Gesichtspunkten eignete.
| Linie | Linienverlauf | Takt   |
| ----- | --- | ------ |
| RB 21 | Rurtalbahn: Düren – Annakirmesplatz – Kuhbrücke – Lendersdorf – Renkerstr/Krankenhaus – Tuchmühle – Kreuzau – Kreuzau, Eifelstraße – Üdingen – Untermaubach-Schlagstein – Obermaubach – Zerkall – Nideggen-Brück – Abenden – Blens – Hausen – Heimbach (Eifel) Stand: Fahrplanwechsel Dezember 2021 | 60 min |

### Busverkehr
- Heimbach ist mit der Linie 231 an das ÖPNV-Netz des Aachener Verkehrsverbundes angeschlossen.
- „Mäxchen“ heißt ein Bus der Dürener Kreisbahn, der an Wochenenden und Feiertagen zwischen Mai und Oktober/November, teilweise mit Gästeführern, über die Eifelhöhen fährt.
- Bürgerbus (BBH) wird der Stadtbus genannt, er fährt im Stadtgebiet Heimbach.

| Linie   | Verlauf |
| ------- | --- |
| 231     | Froitzheim – Ginnick – Embken – Wollersheim – Vlatten – Heimbach Bf – (Hasenfeld – Schwammenauel – Kermeter – Urfttalsperre/Hastenbach / Abtei Mariawald) / (Hergarten – Düttling) – Wolfgarten – Gemünd – Nierfeld – Olef – Schleiden |
| BBH     | Bürgerbus Heimbach: Düttling – Hergarten – (Vlatten –) Heimbach Volksbank – (Kloster Mariawald –) Heimbach Bf – Hasenfeld |
| Mäxchen | Heimbach Bf → (Abtei Mariawald → Kermeter) / Hasenfeld → Schwammenauel (Staumauer) → (Schmidt Wildpark → Schwammenauel (Staumauer) →) Hasenfeld → Heimbach Bf (nur samstags, sonn- und feiertags von Karfreitag bis 1. November)       |

## Persönlichkeiten

### In Heimbach geboren
- Johann Peter Schroeder (1794–1876), Politiker
- Marion Winkel-Wergen (* 1957), Künstlerin und Keramikerin

### Mit Heimbach verbunden
- Balderich von Drenthe (~965–1021), Graf im Düffelgau und Graf von Drenthe
- Georg Frentzen (1854–1923), Architekt und Hochschullehrer; baute 1904 das Kraftwerk Heimbach (Wasserkraftwerk der Urfttalsperre) in Heimbach-Hasenfeld
- Franz Binz (1896–1965), Reichstagsabgeordneter der NSDAP, lebte in Heimbach.
- Stephan Meyer (* 1947), Regisseur, wohnt u. a. in Heimbach-
- Luise Kött-Gärtner (* 1953), plastische Künstlerin; gestaltete in Heimbach ein Labyrinth.
- Johannes Bündgens (* 1956), Pfarrer in Heimbach und Weihbischof im Bistum Aachen
- Lars Vogt (1970–2022), Pianist, Gründer und langjähriger künstlerischer Leiter des Heimbacher Kammerspielfestivals „Spannungen“
- Antonio Nuñez (* 1971), kubanischer bildender Künstler, Dozent an der „Internationalen Kunstakademie Heimbach“
- Oliver Krischer (* 1969), Minister für Umwelt, Naturschutz und Verkehr des Landes Nordrhein-Westfalen, in Heimbach aufgewachsen.